# Відьмак: Кривавий слід
«Відьмак: Кривавий слід» (англ. The Witcher Mobile, The Witcher: Crimson Trail; пол. Wiedźmin: Krwawy Szlak) — двовимірна гра для мобільних телефонів, розроблена компанією Breakpoint за ліцензією CD Projekt та мотивами серії романів відомого польського письменника Анджея Сапковского.
У квітні 2008 року за версією європейського мультимедіа сервісу MediaPlazza гра «Відьмак: Кривавий слід» перебувала на перших позиціях списку найбільш завантажуваних мобільних ігор. У травні 2008 року мобільна гра «Відьмак: Кривавий слід» була серед номінантів на найстарішу ігрову нагороду «The Golden Joystick Awards» в номінації «4Talent Mobile Game of The Year»

## Особливості
- 12 рівнів, які входять в 4-и різноманітні локації
- 7 типів ворогів + 4 унікальних боси
- 2 мечі + 4 Відьмачі Знаки
- Можливість збирати трави та змішувати їх
- Динамічна система Комбо
- 3 режими гри:
  - Квест
  - Переграти рівень
  - Арена
- Можливість вибору, який впливає на кінець гри

## Сюжет
Головний герой — Ґеральт з Рівії, відьмак. Він тільки пройшов курс спеціального навчання і вирушив у небезпечний світ. Щоб заробити собі на життя, йому доводиться рятувати людей від монстрів які там кишать.

## Хронологія рівнів

### Ліс
Рівень 1 — 3.
До Геральта доходять чутки, що жителів навколишніх селищ тероризує якийсь звір. Він намагається з'ясувати в чому справа.
Вороги: Вовки.
Бос: Перевертень.

### Кладовище
Рівень 4 — 6.
Вороги: Зомбі, кажани.
Бос: Стріго

### Замок
Рівень 7 — 9.
Вороги: Прокляті лицарі, кажани
Бос: Лідер проклятих лицарів: Щоб пройти останній рівень замку, треба знайти і вбити лідера лицарів. Він знаходиться на самому верхньому рівні і оточений аурою невразливості. Легко вбити його можна за допомогою срібного меча (для монстрів). Можна не вбивати всіх ворогів, а просто стрибати через них.

### Болото
Рівень 10 — 12.
Вороги: Утопци, альпи.
Бос: Дочка Дагона, Болотний Змій